# S. J. V. Chelvanayakam
Ezha Thanthai Selva Samuel James Veluppillai Chelvanayakam (* 31. März 1898 in Ipoh, Malaysia; † 27. April 1977) war ein tamilischer Politiker aus Sri Lanka. Er gilt als einer der wichtigsten Führer der Tamilen in Sri Lanka.
Chelvanayakam wurde in Malaysia geboren. Ab dem Alter von vier Jahren aber lebte er in Sri Lanka (dem damaligen Ceylon). Er studierte am Union College von Tellippalai sowie am St. Thomas’ College. Bereits im Alter von 19 erwarb er einen Bachelor-Abschluss.
Chelvanayakam wurde im All Ceylon Tamil Congress (Partei) während des Strebens nach Unabhängigkeit von der britischen Kolonialherrschaft zu dessen stellvertretendem Vorsitzenden. Ins Parlament von Sri Lanka wurde er 1947 gewählt.
Chelvanayakam war ein großes Vorbild vieler Tamilen in Sri Lanka, er war bekannt als „Thanthai Chelva“ oder „Vater Chelva“. Er wurde auch des Öfteren wegen seiner Gewaltfreiheit mit Mahatma Gandhi verglichen. Bis zum Ende seines Lebens setzte er zur Erreichung seiner politischen Ziele nur friedliche Mittel ein. Chelvanayakams politische Biographie wurde im Jahr 1994 von seinem Schwiegersohn, dem Politologie-Professor A. Jeyaratnam Wilson veröffentlicht.
| Personendaten    | Personendaten                                                                    |
| ---------------- | -------------------------------------------------------------------------------- |
| NAME             | Chelvanayakam, S. J. V.                                                          |
| ALTERNATIVNAMEN  | Chelvanayakam, Ezha Thanthai Selva Samuel James Veluppillai (vollständiger Name) |
| KURZBESCHREIBUNG | tamilischer Politiker                                                            |
| GEBURTSDATUM     | 31. März 1898                                                                    |
| GEBURTSORT       | Ipoh, Malaysia                                                                   |
| STERBEDATUM      | 27. April 1977                                                                   |